# 21 février aux Jeux olympiques de 2010

Le dimanche 21 février aux Jeux olympiques d'hiver de 2010 est le dixième jour de compétition.

## Programme
| Heure UTC-8 (Vancouver)                       |               |
| bleu                                          | Cérémonie     |
| neutre                                        | Épreuve       |
| or                                            | Finale        |
| orange                                        | Petite finale |
| rose                                          | Reporté       |
| gris                                          | Annulé        |
| Compétition masculine                         | Hommes        |
| Compétition féminine                          | Femmes        |
| Compétition mixte (hommes et femmes mélangés) | Mixte         |
| Compétition en couple (1 homme et 1 femme)    | Couple        |
| modifier                                      |               |

| Horaire | Discipline Spécialité | Discipline Spécialité                                 | Discipline Spécialité                      | Phase                                   | Résultats | Références |
| ------- | --------------------- | ----------------------------------------------------- | ------------------------------------------ | --------------------------------------- | --------- | ---------- |
| 9:00    |                       | Curling                                               | Compétition femmes                         | Phase préliminaire 8e session           | 6 - 10    | -          |
| 9:00    |                       | Curling                                               | Compétition femmes                         | Phase préliminaire 8e session           | 5 - 6     | -          |
| 9:00    |                       | Curling                                               | Compétition femmes                         | Phase préliminaire 8e session           | 9 - 2     | -          |
| 9:00    |                       | Curling                                               | Compétition femmes                         | Phase préliminaire 8e session           | 12 - 9    | -          |
| 9:15    |                       | Ski acrobatique Ski cross                             | Compétition hommes                         | Qualifications                          | -         | -          |
| 9:30    |                       | Ski alpin Super-combiné (descente)                    | Compétition hommes                         | Manche de compétition                   | -         | -          |
| 11:00   |                       | Biathlon 15km départ groupé                           | Compétition hommes                         | Finale                                  | -         | -          |
| 12:00   |                       | Hockey sur glace                                      | Compétition hommes                         | Manche préliminaire Groupe B - Match 16 | 4 - 2     | -          |
| 12:15   |                       | Ski alpin Super-combiné (Slalom)                      | Compétition hommes                         | Finale                                  | -         | -          |
| 12:15   |                       | Ski acrobatique Ski cross                             | Compétition hommes                         | 1/8e de finale                          | -         | -          |
| 12:48   |                       | Ski acrobatique Ski cross                             | Compétition hommes                         | Quarts de finale                        | -         | -          |
| 13:00   |                       | Biathlon 12,5 km départ groupé                        | Compétition femmes                         | Finale                                  | -         | -          |
| 13:07   |                       | Ski acrobatique Ski cross                             | Compétition hommes                         | Demi-finales                            | -         | -          |
| 13:18   |                       | Ski acrobatique Ski cross                             | Compétition hommes                         | Finale                                  | -         | -          |
| 14:00   |                       | Curling                                               | Compétition hommes                         | Phase préliminaire 9e session           | 2 - 4     | -          |
| 14:00   |                       | Curling                                               | Compétition hommes                         | Phase préliminaire 9e session           | 7 - 8     | -          |
| 14:00   |                       | Curling                                               | Compétition hommes                         | Phase préliminaire 9e session           | 4 - 6     | -          |
| 14:00   |                       | Curling                                               | Compétition hommes                         | Phase préliminaire 9e session           | 9 - 5     | -          |
| 15:00   |                       | Patinage de vitesse 1500 mètres                       | Compétition femmes                         | Finale                                  | -         | -          |
| 16:00   |                       | Bobsleigh Bob à deux                                  | Compétition hommes                         | 3e manche                               | -         | -          |
| 16:15   |                       | Patinage artistique Danse sur glace (dance originale) | Compétition en couple (1 homme et 1 femme) | Manche de compétition                   | -         | -          |
| 16:40   |                       | Hockey sur glace                                      | Compétition hommes                         | Manche préliminaire Groupe A - Match 17 | 3 - 5     | -          |
| 17:20   |                       | Bobsleigh Bob à deux                                  | Compétition hommes                         | Finale                                  | -         | -          |
| 19:00   |                       | Curling                                               | Compétition femmes                         | Phase préliminaire 9e session           | 6 - 5     | -          |
| 19:00   |                       | Curling                                               | Compétition femmes                         | Phase préliminaire 9e session           | 6 - 7     | -          |
| 19:00   |                       | Curling                                               | Compétition femmes                         | Phase préliminaire 9e session           | 3 - 9     | -          |
| 21:00   |                       | Hockey sur glace                                      | Compétition hommes                         | Manche préliminaire Groupe C - Match 18 | 3 - 0     | -          |

## Médailles du jour
- Pays organisateur (Canada)

| Rang  | Nation             | Or | Argent | Bronze | Total |
| ----- | ------------------ | -- | ------ | ------ | ----- |
| 1     | Allemagne          | 2  | 1      | 1      | 4     |
| 2     | Russie             | 1  | 1      | 1      | 3     |
| 3     | Suisse             | 1  | 0      | 1      | 2     |
| 4     | États-Unis         | 1  | 0      | 0      | 1     |
| 4     | Pays-Bas           | 1  | 0      | 0      | 1     |
| 6     | Autriche           | 0  | 1      | 0      | 1     |
| 6     | Canada             | 0  | 1      | 0      | 1     |
| 6     | Croatie            | 0  | 1      | 0      | 1     |
| 6     | France             | 0  | 1      | 0      | 1     |
| 10    | Norvège            | 0  | 0      | 1      | 1     |
| 10    | République tchèque | 0  | 0      | 1      | 1     |
| 10    | Slovaquie          | 0  | 0      | 1      | 1     |
| Total | Total              | 6  | 6      | 6      | 18    |